# Alpenpost
Die Alpenpost ist eine Regionalzeitung für das steirische Salzkammergut.
Von 1885 bis 1940 gab es bereits eine Regionalzeitung mit diesem Namen, jedoch wurde diese 1940 aus politischen Gründen eingestellt. 1976 erfolgte die Neugründung der Zeitung. Als Medieninhaber und Herausgeber fungierte bis 31. August 2019 die „Arbeitsgemeinschaft für Wirtschafts-PR und Öffentlichkeitsarbeit im steirischen Salzkammergut“, hinter der die Volksbank Steir. Salzkammergut bzw. Volksbank Salzburg stand. Mit 1. September 2019 wurde das Unternehmen vom Medienförderungsverein Ausseerland zur Gänze übernommen. Dieser war seit 1984 mit 5 % an der Alpenpost beteiligt.
Die ersten drei Erscheinungsjahre war die Alpenpost eine monatliche Gratiszeitung, die als Kundenzeitung der Volksbank Steirisches Salzkammergut konzipiert war. Heute ist sie kein Gratisblatt mehr und erscheint alle 14 Tage. Die Auflage beträgt 6.300 Stück (Stand Dezember 2013). Zusätzlich wird sechsmal jährlich der Veranstaltungskalender „Was ist Los? Im Steirischen Salzkammergut“ herausgegeben. Seine Auflage beträgt 10.000 Stück.
Von der Neugründung der Zeitung bis 2008 war Peter Musek der Chefredakteur. Seit 2009 fungiert Florian Seiberl als Chefredakteur.

## Sonstiges
Der Schriftsteller Alfred Komarek baute in seinen Daniel-Käfer-Romanen die Alpenpost mit dem imaginären Chefredakteur Berz ein.